# Janusz Anusiewicz
Janusz Anusiewicz (ur. 19 maja 1946 r. w Terespolu, zm. 26 grudnia 2000 r. we Wrocławiu) – polski filolog polski, specjalizujący się w kulturze języka oraz nauce o współczesnym języku polskim, nauczyciel akademicki.

## Życiorys
Urodził się w 1946 roku w Terespolu nad Bugiem, gdzie ukończył szkołę podstawową i średnią – pięcioletnie Liceum Pedagogiczne. W latach 1965–1970 studiował polonistykę na Uniwersytecie Wrocławskim. Od samego początku związał się ze studenckim ruchem naukowym, wygłaszając referaty na ogólnopolskich konferencjach młodych językoznawców. Pracę magisterską poświęconą analizie językowej akt prawnych Kościerzyny z lat 1579–1589 napisał pod kierunkiem prof. Stanisława Rosponda i obronił ją w 1970 roku. 1 października 1970 roku został stażystą Zakładu Języka Polskiego Instytutu Filologii Polskiej UWr, a 1 października 1971 roku – asystentem, z kolei po dwóch latach starszym asystentem. W 1976 roku obronił pracę doktorską o konstrukcjach analitycznych we współczesnych języku polskim, napisaną pod kierunkiem prof. Bogdana Sicińskiego. Od 1 października 1976 roku pracował jako adiunkt.
W 1977 wyjechał do Münster i przez trzy kolejne lata pełnił obowiązki lektora języka polskiego na tamtejszym Westfalskim Uniwersytecie Wilhelma. Do Münster wyjeżdżał jeszcze później kilka razy, odbywając staże w Instytucie Językoznawstwa Ogólnego. W tym czasie jego zainteresowania naukowe skupiły się na lingwistyce kulturowej, badającej związki między językiem a kulturą, różnorodne uwarunkowania oraz implikacje pomiędzy tymi najważniejszymi wytworami ludzkiego umysłu, woli i emocji, szukającej odpowiedzi na pytanie, czy i w jaki sposób możliwe jest podmiotowo-przedmiotowa rekonstrukcja kultury zawartej w języku oraz jego tekstach. Sumą jego przemyśleń w tym zakresie stała się rozprawa habilitacyjna na temat Lingwistyka kulturowa. Zarys problematyki, która została opublikowana w 1994 roku.
1 października 1994 roku Janusz Anusiewicz został powołany na stanowisko kierownika Zakładu Współczesnego Języka Polskiego UWr. Ponadto sprawował opiekę nad studenckim kołem naukowym oraz powołał do życia serię wydawniczą „Język a Kultura”. W uznaniu osiągnięć naukowych, dydaktycznych i organizacyjnych Senat Uniwersytetu Wrocławskiego powołał go na stanowisko profesora nadzwyczajnego w 1995 roku. W latach 1997–1998 przebywał w Niemczech jako visiting profesor Uniwersytetu w Trewirze. Pogarszający się stan zdrowia spowodował, że 28 lutego 1998 roku odszedł z funkcji kierownika Zakładu Współczesnego Języka Polskiego. Przez następne dwa lata brał coraz częściej urlopy dla poratowania zdrowia, ostatecznie przechodząc na rentę, 5 sierpnia 2000 roku. Zmarł 26 grudnia tego samego roku.

## Dorobek naukowy
W ciągu swojej działalności naukowo-dydaktycznej wypromował jednego doktora, Annę Burzyńską-Kamieniecką. Do jego ważniejszych publikacji należy zaliczyć:
- Konstrukcje analityczne we współczesnym języku polskim, Wrocław 1978.
- Język a kultura, Wrocław 1988.
- Język polityki a współczesna kultura polityczna, Wrocław 1994.
- Języki subkultur, Wrocław 1994.
- Lingwistyka kulturowa: zarys problematyki, Wrocław 1994.
- Płeć w języku i kulturze, Wrocław 1994.
- Stereotyp jako przedmiot lingwistyki: teoria, metodologia, analizy empiryczne, Wrocław 1998.
- Językowy obraz świata i kultura, Wrocław 2000.
- Słownik polszczyzny potocznej, Wrocław-Warszawa 2000.